# Caipora

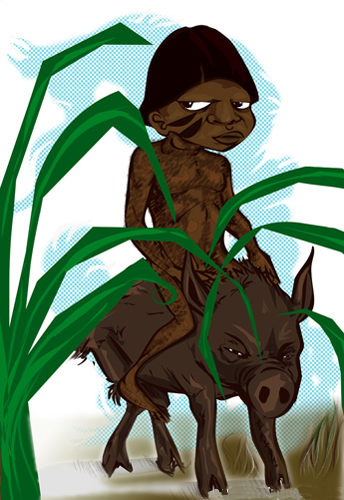
Caipora.

Caipora o Padremonte (en Brasil), Ka'aguy póra (en Paraguay, escrito en guaraní moderno) es una entidad de la mitología Tupi-Guaraní. Se lo representa como un niño indígena de piel oscura, desnudo y con una larga cabellera negra, fuma un cigarro y es muy pícaro. En otras representaciones se lo muestra como un ser antropomórfico peludo con la cabeza de un zorro. A veces se dice que tiene sus pies direccionados hacia atrás para despistar a sus perseguidores. Algunos sostienen que viaja montado sobre el lomo de un gran pecarí.
Se sabe que ronda los bosques, como rey de todos los animales y es muy vengativo con los cazadores que no respetan las reglas del "juego limpio" durante las cacerías. Se dice que ahuyenta las presas y borra las huellas de los animales o hace que los cazadores se pierdan en la selva.
Cuenta una leyenda  sobre este ser, que en un pueblo de Brasil existían dos compadres muy amigos pero muy diferentes, a pesar de que los dos eran carboneros. Se distinguían principalmente por la manera de hacer su trabajo: uno era modesto y cuidadoso, al ir a traer leña para hacer carbón sólo cortaba ramas bajas y trataba de hacer el menor daño posible al árbol, mientras que al otro no le importaba derribar un árbol entero sólo para obtener unas cuantas ramas.
Cuenta la historia que un día el leñador modesto tuvo que ir solo a recoger madera porque su compadre se había enfermado; desde el momento que entró al bosque se dio cuenta de que había algo raro... el bosque estaba demasiado tranquilo, pero después de un rato no le dio importancia, siguió haciendo su trabajo adentrándose cada vez más en el bosque, cuando de repente vio en lo más profundo de este a una manada de animales. 
Era una manada rara porque estaba compuesta por un animal de cada especie que habitaba el bosque y lo peor es que se dirigía hacia donde él estaba. En ese momento vio que todos esos animales seguían a un ser muy especial: era un ser alto y fuerte, con cabeza de zorro y lo cubría un pelaje tan largo y grueso que los mechones parecían cordones, pero lo más raro era que tenía los pies al revés, sus huellas se imprimían en la tierra como si caminara en otro sentido y respondía al nombre de Caipora o Padremont. 
Al ver a tan espeluznante ser, el leñador no se pudo mover hasta que la procesión de animales se detuvo casi enfrente de él. El ser de cabeza de zorro se acercó al hombre y con una voz ronca y seca le preguntó: - ¿Tienes tabaco? A lo que el leñador, temblando de miedo, sacó de su morral unas hojas de tabaco que llevaba para el viaje y se las dio al ser que extendió su peluda mano y tomó el tabaco.
Inmediatamente después el ser se reunió con los animales y siguieron su procesión a quién sabe dónde. El leñador aún paralizado vio cómo los animales y el ser se alejaban. Después de un rato siguió recogiendo leña pero con una extraña sensación de paz. Al volver al pueblo se dio cuenta de que la madera que recogió era preciosa y que al quemarla para hacerla carbón quedaba brillante, tan preciosa que en el mercado se la compraron toda.
Su compadre que casi no pudo vender carbón le preguntó que de dónde había sacado esa madera y entonces el leñador le narró su historia. El compadre celoso se fue directo al bosque con su morral lleno de tabaco. No tardó mucho en encontrar la manada de animales y al “Padremont”, pero este ignoraba al leñador que le decía: - ¡Mira, aquí traigo mucho tabaco, pero dame de esa madera que le diste a mi compadre! El leñador insistió tanto que de pronto el Padremont se dirigió hacia él con unos ojos llenos de ira y tomó al leñador del torso y con un fuerte tirón lo volteó haciendo que la mitad de su cuerpo estuviera al revés, y después jamás se supo de él.
Se cuenta entre los leñadores que aún se puede ver a un hombre desnudo con los pies al revés rondando el bosque, y dicen que cualquiera que se aventure en el bosque a destruirlo, el Padremont le aparecerá con sus animales y lo volteará.